# Albert Miller
Albert Barry Miller  (ur. 12 grudnia 1957 w Kasavu) – fidżyjski lekkoatleta specjalizujący się w wieloboju i biegach płotkarskich.
Wielokrotny medalista Igrzyskach Południowego Pacyfiku, w 1983 zdobył złoto w dziesięcioboju (zdobywając 6870 punktów) i srebro w biegu na 110 przez płotki (14,7 s.). W 1987 ponownie zajął pierwsze miejsce w dziesięcioboju (7019) i drugie w biegu przez płotki (14,80). Na kolejnych igrzyskach, po raz trzeci zdobył złoty medal w dziesięcioboju (7265). Na igrzyskach w 1995 zdobył srebro w tej samej konkurencji (6179).
W 1993 wziął udział w Miniigrzyskach Południowego Pacyfiku, zajmując drugie miejsce w dziesięcioboju (5906).
Trzykrotnie reprezentował swój kraj na igrzyskach olimpijskich:
- w 1984 w Los Angeles startował w dziesięcioboju – nie ukończył.
- w 1988 w Seulu brał udział w biegu na 110 m przez płotki (odpadł w eliminacjach) i dziesięcioboju (32 miejsce)
- w 1992 w Barcelonie ponownie startował w biegu na 110 m przez płotki (odpadł w eliminacjach) i dziesięcioboju (24 miejsce)[3].

## Rekordy życiowe
| Dystans                         | Wynik | Miejsce        | Data             |
| ------------------------------- | ----- | -------------- | ---------------- |
| bieg na 110 metrów przez płotki | 14,60 |                | 24 maja 1983     |
| skok o tyczce                   | s,30  | Suva           | 24 sierpnia 1991 |
| dziesięciobój                   | 51.84 | Cape Girardeau | 24 maja 1983     |